# Калчо Коралски
Калчо Коралски е български художник живописец.

## Биография и творчество
Калчо Коралски е роден на 18 септември 1928 г. в с. Черково. Работи в Кинефикация – Карнобат.
През 1959 г. идва да живее и твори в Сливен по покана на художника Русчо Симеонов. Дълги години двамата рисуват рекламните плакати в сливенските кина. Работи като фондохранител в Художествена галерия „Димитър Добрович“ и прави декори в Драматичен театър „Стефан Киров“ в Сливен.
Твори предимно в областта на пейзажа и натюрморта, работейки с маслени бои и акварел. Участва във всички регионални и много национални изложби в София, Пловдив, Търговище. Прави изложби в гр. Гера – Германия и Атина – Гърция. През 2008 г. на юбилейна изложба за неговата 80-а годишнина е награден с „Почетен знак на град Сливен“.
Освен в страната негови картини има в Гърция, Австрия и Франция.
Калчо Коралски умира на 27 април 2010 г.